# 팩토리 걸 (영화)
《팩토리 걸》(영어: Factory Girl)은 미국의 2006년 전기 영화(傳記 映畵)이다. 1960년대 팝 아티스트 앤디 워홀의 슈퍼스타("superstars") 중 하나였던 이디 세지윅의 흥망성쇠를 다룬다. 시에나 밀러가 이디 세지윅 역을, 가이 피어스가 앤디 워홀 역을 맡았다.

## 출연
- 시에나 밀러 - 이디 세지윅 역
- 가이 피어스 - 앤디 워홀 역
- 헤이든 크리스턴슨
- 지미 팰런
- 잭 휴스턴
- 태라 서머스
- 미나 서바리
- 숀 해터시
- 베스 그랜트
- 제임스 노턴
- 에드워드 허먼
- 메리케이트 올슨
- 일리아나 더글러스
- 메리 엘리자베스 윈스테드
- 돈 노벨로
- 조니 휘트워스
- 패트릭 윌슨
- 메러디스 오스트롬

## 기타 제작진
- 공동 제작: 캡틴 마우즈너
- 라인 제작: 브라이언 캠벨
- 협력 제작: 브리지드 벌린, 리치 벌린, 제임스 콕스, 제라드 멀랭가, 마이클 포스트, 로라 스미스
- 배역: 바버라 피오렌티노, 리베카 맨지에리, 웬디 와이드먼
- 미술: 제러미 리드
- 세트: 신시아 슬래터
- 의상: 존 A. 던